# Kozówka (dopływ Pisarzówki)
Kozówka – potok, prawy dopływ Pisarzówki o długości 5,74 km i powierzchni zlewni 4,59 km².
Potok wypływa na wysokości około 690 m ze Źródła Maryjnego na północnych stokach Przełęczy u Panienki w Beskidzie Małym. W górnym biegu płynie przez porośnięte lasem stoki Beskidu Małego, następnie wypływa na bezleśne i zabudowane obszary Pogórza Śląskiego. Płynie przez miejscowość Kozy, w której uchodzi do Pisarzówki na wysokości około 325 m.
Na mapie Compassu Kozówka jest błędnie podpisana jako Czerwonka.